# 추에카역
추에카역(스페인어: Chueca)은 마드리드 지하철 5호선의 역이다. 마드리드 참베리 구 후스티시아 지역의 추에카 광장 지하에 자리잡고 있다. 역명은 마드리드의 성소수자 축제광장으로도 유명한 추에카 광장에서 따왔다. 요금구역상으로는 A구역에 속한다.

## 역사
1970년 2월 26일 5호선의 카야오-벤타스 구간 연장개통과 함께 완공되었다. 실제 영업은 3월 2일부터 개시하였다.

## 환승 정보
역 주변에 시내버스 정류장이 딱 한 곳 있다.
버스
- 시내버스
  - 3번 노선 (주간)

지하철
| 마드리드 지하철                      | 마드리드 지하철       | 마드리드 지하철        |
| ------------------------------------ | --------------------- | ---------------------- |
| 알론소 마르티네스 알라메다 데 오수나 | 마드리드 지하철 5호선 | 그란 비아 카사 데 캄포 |